# لي باير
لي باير (بالإنجليزية: Lee Beyer)‏ هو سياسي أمريكي، ولد في 4 يونيو 1948 بنورفولك في الولايات المتحدة. حزبياً، نشط في الحزب الديمقراطي. وقد انتخب عضو مجلس ولاية أوريغون.